# Johnston B. Campbell
Johnston Byron Campbell (geboren am 5. August 1868 in Stillwater (Minnesota), gestorben 5. November 1953 in Spokane (Washington)) war ein amerikanischer Jurist und Mitglied der Interstate Commerce Commission von 1921 bis 1930.

## Leben
Nach dem Schulbesuch begann er ein Studium an der University of Minnesota und erreichte einen Abschluss als Bachelor of Laws. Ab 1890 arbeitete er als Rechtsanwalt in Duluth. 1897 verlegte er seine Kanzlei nach Moorhead (Minnesota) und zog schließlich 1903 nach Spokane.
Dort arbeitete er für die Spokane Merchants’ Association. Diese Gesellschaft vertrat die Interessen von Unternehmen und Agrarbetrieben gegenüber den Bahngesellschaften und versuchte niedrigere Frachtraten für die Region zu erreichen.
Während des Ersten Weltkrieges arbeitete er in der United States Railroad Administration im Freight Traffic Committee für den Bereich Portland (Oregon).
Durch den Transportation Act von 1920 wurde die Anzahl der Sitze in der Interstate Commerce Commission von neun auf elf erhöht. Präsident Woodrow Wilson schlug am 4. Mai 1920 James Duncan für diesen Sitz vor. Durch den Senat wurden jedoch keinerlei Aktivitäten zur Bestätigung der Nominierung ergriffen. Wilson setzte Duncan im Rahmen einer Vakanznominierung am 9. Juni 1920 in das Amt ein, dieser trat  das Amt jedoch nicht an und leistete auch keinen Amtseid. Schließlich wurde am 21. April 1921 durch den nachfolgenden US-Präsidenten Warren G. Harding der Republikaner Johnston B. Campbell für den vakanten Sitz nominiert. Am 3. Mai 1921 erfolgte die Senatsbestätigung und zwei Tage später legte er den Amtseid ab. Bis dahin war er treibende Kraft in einem Klageverfahren vor der Interstate Commerce Commission, bei dem es um die Frachttarifen im Nordwesten der Vereinigten Staaten ging. Am Tage seiner Senatsnominierung wurde das Verfahren von der ICC abgelehnt.
Im Dezember 1924 wurde er für eine erneute Amtszeit bis zum 31. Dezember 1931 bestätigt. 1928 war er Vorsitzender der Interstate Commerce Commission. Im Dezember 1929 gab er das Ende seiner Tätigkeit in der ICC zum 6. Januar 1930 bekannt. Sein Sitz wurde später von William E. Lee besetzt.
Anschließend arbeitete er wieder als Rechtsanwalt in Spokane, wo er am 5. November 1953 verstarb.